# Oued Sabah
Oued Sabah è un comune dell'Algeria, situato nella provincia di ʿAyn Temūshent.